# Hustedt (Celle)
Hustedt ist ein Ortsteil der Stadt Celle in Niedersachsen, der nördlich des Stadtzentrums liegt.

## Geschichte
Hustedt wurde erstmals 1438 urkundlich erwähnt und gehörte zum Kirchspiel Groß Hehlen. Die hiesige, ehemalige Dorfschule wurde 1799 erbaut und dient heute als Dorfgemeinschaftshaus. In Hustedt-Waldkater befand sich von 1935 bis 1945 ein Feldflugplatz eines Jagdgeschwaders der Wehrmacht. Die Alliierten bezeichneten den Platz als Airfield B.150, die Royal Air Force nutzte ihn nach seiner Eroberung im Frühjahr 1945 noch selbst in den letzten Kriegswochen, unter anderem im Rahmen der Versenkung der Cap Arcona. Die Baracken dienten nach dem Zweiten Weltkrieg einige Jahre als Kriegsgefangenenlager und sind heute Teil einer Wohnsiedlung.
Am 1. Januar 1973 wurde Hustedt nach Celle eingemeindet.
Während der Waldbrandkatastrophe 1975 wurden in Hustedt Häuser und Waldflächen zerstört.

## Politik

### Ortsrat
Hustedt hat einen gemeinsamen Ortsrat mit den Ortsteilen Groß Hehlen und Scheuen, der sich aus neun Mitgliedern zusammensetzt.

Bei der Kommunalwahl 2021 ergab sich folgende Sitzverteilung:
| Ortsrat 2021Insgesamt 9 Sitze - SPD: 3 - Grüne: 1 - Unab.: 1 - CDU: 4 |

### Ortsbürgermeister
Ortsbürgermeister ist Patrick Brammer (SPD).
Stellvertretende Ortsbürgermeister sind Hans-Heinrich Kohrs (Unabhängige) und Janne Schmidt (Bündnis 90/Die Grünen).

## Religion
Hustedt ist Teil der evangelisch-lutherischen Kirchengemeinde Groß Hehlen und des Kirchenkreises Celle.
Die römisch-katholischen Christen gehören zum Bistum Hildesheim.

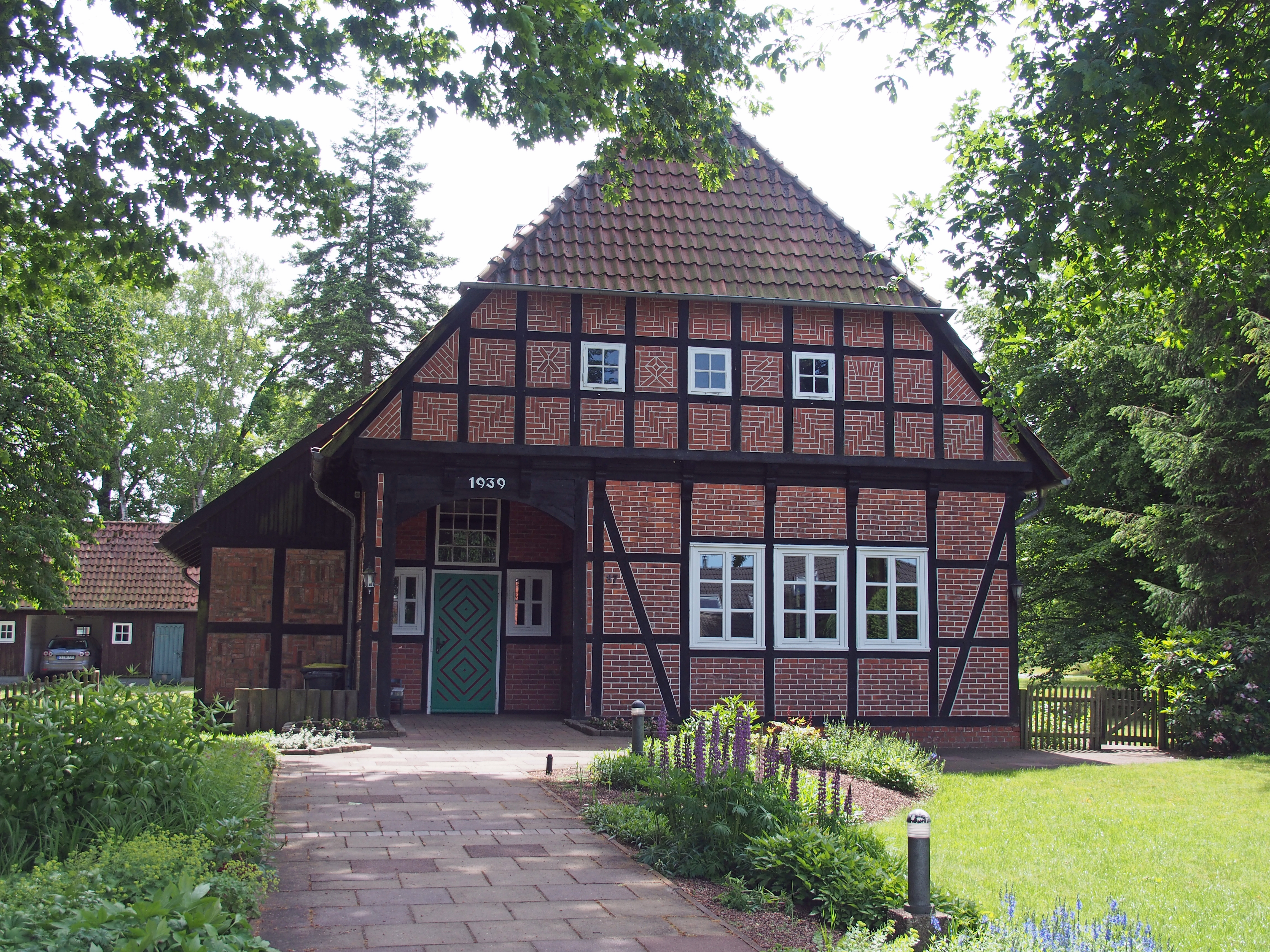
Dorfgemeinschaftshaus Hustedt (Jägerei)

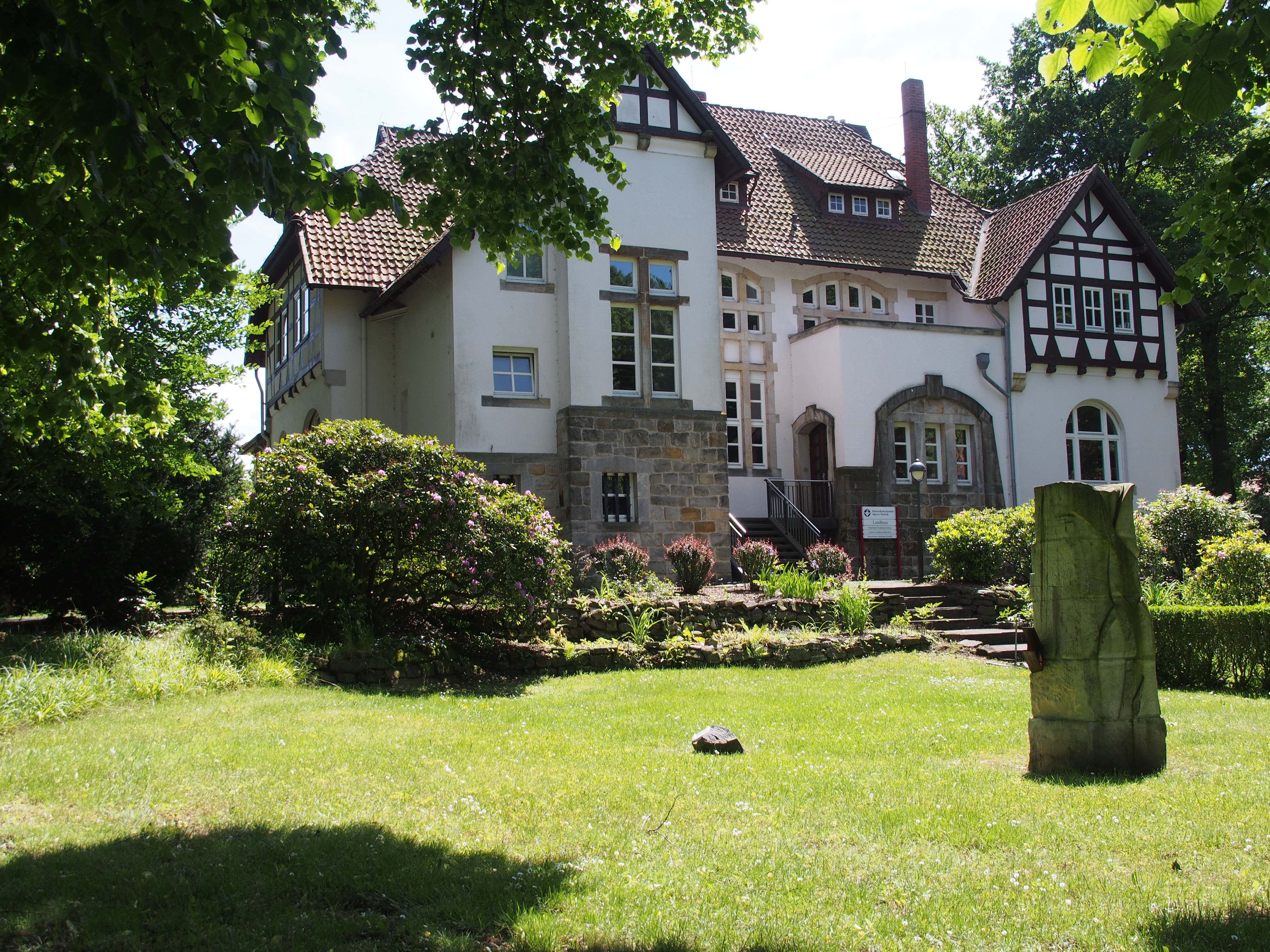
„Landhaus“ der Heimvolkshochschule Hustedt (Jägerei)

## Wirtschaft und Infrastruktur
- In Hustedt-Jägerei befindet sich eine Heimvolkshochschule des Niedersächsischen Landesverbandes der Heimvolkshochschulen.[6]
- In Hustedt-Salinenmoor befand sich bis 2014 eine Außenstelle der Justizvollzugsanstalt Celle mit 224 Haftplätzen.[7]
- Hustedt-Bahnhof liegt an der Bahnstrecke Celle–Soltau.